# Оділон
Оділон (*Odilo, д/н — 18 січня 748) — герцог Баварії у 736—748 роках.

## Життєпис
Був сином Готфріда, герцога Алеманії, та доньки Теодона II, герцога Баварії. За іншою версією його батьками були Хугберт, герцог Баварії, та Ратруда Фріульська.
Про дату народження Оділона нічого невідомо. Після смерті батька отримав частину його особистих володінь — Тургау та частину Реції. Потім перебрався до двору баварського герцога і свого стрийка Хугберта.
У 736 році після смерті Хугберта стає новим герцогом Баварії. Продовжив політику щодо підготовки до повалення залежності від франків. Саме за Оділона до Баварії прибув архієпископ Боніфатій (його запросив ще герцог Хугберт), який 739 року облаштував 4 єпископства в містах: Зальцбург, Пассау, Регенсбург, Фрейзінг. Разом з тим засновано було і кілька монастирів — абатства Бенедиктбайєрн (739 рік), Нідерелтайх (741 рік), Мондзее (748 рік).
Також за Оділона видано останню (оновлену) редакцію законодавства «Баварська правда».
741 або 742 року одружився з донькою Карла Мартела, мажордома і фактичного володаря Франкської держави. У 741 році після смерті Карла Мартела оголосив про свою незалежність та прийняв титул короля. Того ж року засновано єпископство Вюрцбург.
У 743 році франкські мажордоми Піпін Короткий і Карломан рушили на Баварію. Герцог Баварії уклав союз з Теодоріхом, вождем саксів. Після цього Оділон зайняв досить вигідну оборонну позицію на березі річки Лех, втім, злякався франків і запросив миру. Піпін і Карломан відкинули його пропозиції. Після цього Карломан, вночі пройшовши болотистою місциною, раптово вдарив у тил війську Оділону. В результаті бавари та сакси зазнали нищівної поразки, а Оділон потрапив у полон. Франки захопили Баварію, яку пограбували протягом двох місяців. Оділону довелося визнати верховну владу франків.
У 744 році уклав союз з Борутом, князем Карантанії. Протягом 744—745 років спільно з Борутом Оділон відкинув аварські війська від кордонів Карантанії. Водночас зумів встановити зверхність над цією державою.
У 745—748 роках надав допомогу місіонеру Віргілію, який прибув з Франкської держави та оселився у Зальцбурзі. Завдяки підтримці Оділона почалася християнізація північних районів Баварії, Карантанії та Тюрингії.
У 747 році до Оділона втік з монастиря його шваґр Грифон, син Карла Мартелла від другого шлюбу. Оділон надав йому допомогу.
Проте незабаром помер у 748 році. Поховано в монастирі Гегенбах в Алеманії. Після цього Грифон оголосив себе герцогом.

## Родина
Дружина — Хільтруда, донька франкського мажордома Карла Мартела.
Діти:
- Тассілон (741—796), герцог Баварії у 748—788 роках